# پیتزینو (تکه کاغذ کوچک)

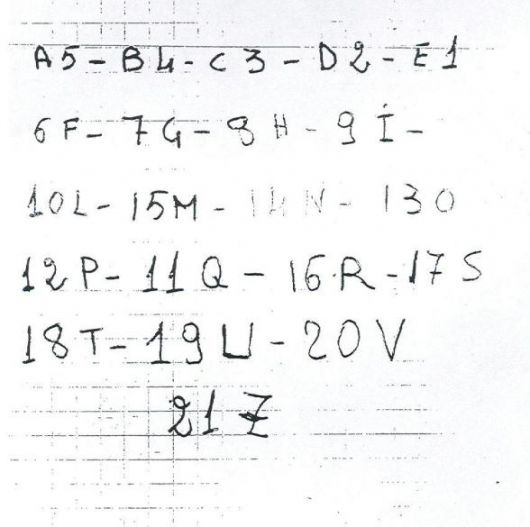
پیتزینو اثر برناردو پروونزانو

پیتزینو (تلفظ ایتالیایی: [pitˈtsiːno]؛ جمع: پیتزینی) واژه‌ای ایتالیایی است که از معادل سیسیلی آن یعنی «پیتزینو» به معنای «تکه کاغذ کوچک» گرفته شده است. این اصطلاح عموماً برای اشاره به تکه‌های کوچک کاغذی استفاده می‌شود که مافیای سیسیل برای ارتباطات سطح بالا از آنها بهره می‌برد.
برناردو پروونزانو، رئیس مافیای سیسیل، از مشهورترین افرادی بود که از پیتزینی استفاده می‌کرد. او در یکی از این یادداشت‌ها به صراحت دستور داد ماتئو مسینا دنارو به عنوان جانشینش انتخاب شود. پیتزینی‌های سایر مافیوزوها نیز کمک قابل توجهی به تحقیقات پلیس کرده‌اند.
برناردو پروونزانو، رئیس مافیای سیسیل، از مشهورترین افرادی بود که از پیتزینی (یادداشت‌های کاغذی) استفاده می‌کرد. معروفترین مورد، دستور او برای جانشینی ماتئو مسینا دنارو بود. پیتزینی‌های سایر مافیوزوها نیز کمک شایانی به تحقیقات پلیس کرده‌اند.

## پرونده پروونزانو
پروانزانو از نسخه‌ای از رمز سزار استفاده می‌کرد که توسط ژولیوس سزار برای ارتباطات جنگی به کار می‌رفت. این رمز شامل جابجایی هر حرف الفبا به اندازه سه جایگاه به جلو است. پروانزانو در پیتزینی‌های خود ابتدا این رمز را اعمال می‌کرد، سپس حروف را با اعدادی که موقعیت آنها در الفبا را نشان می‌داد جایگزین می‌نمود. 
مثلاً در یکی از یادداشت‌های گزارش‌شده از پروانزانو آمده بود:  
"من با 512151522 191212154 ملاقات کردم و توافق کردیم که پس از تعطیلات همدیگر را ببینیم..."  
این نام بعداً به عنوان "بینو ریینا" رمزگشایی شد. 
بروس اشنایر، متخصص رمزنگاری، در مصاحبه با دیسکاوری چنل نیوز در این باره گفته است:  
"به نظر من این رمز مثل بازی بچه‌گانه است. شاید خواهر کوچکت رو گول بزنه، اما پلیس را نه. از کسی که سواد کامپیوتری ندارد چه انتظاری می‌رود؟" 